# Gurusinga
Gurusinga is een bestuurslaag in het regentschap Karo van de provincie Noord-Sumatra, Indonesië. Gurusinga telt 3708 inwoners (volkstelling 2010).